# Tillmitsch
Tillmitsch osztrák község Stájerország Leibnitzi járásában. 2017 januárjában 3246 lakosa volt. 

## Elhelyezkedése

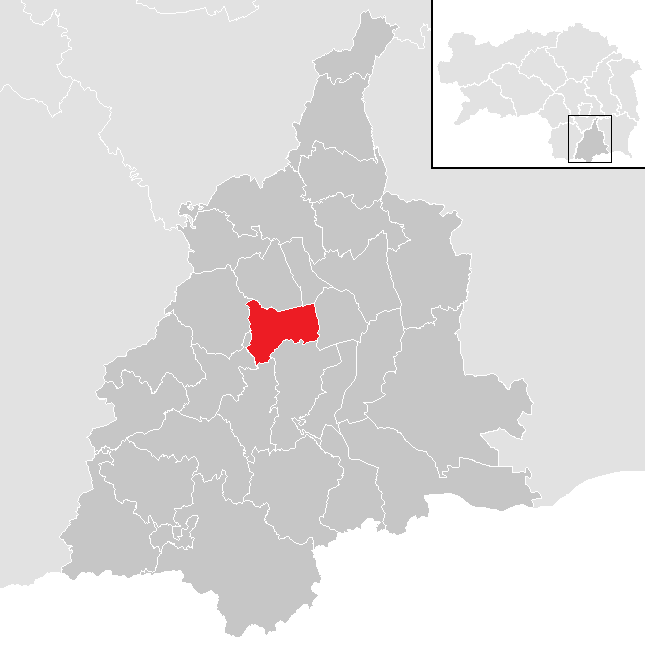
Tillmitsch a Leibnitzi járásban

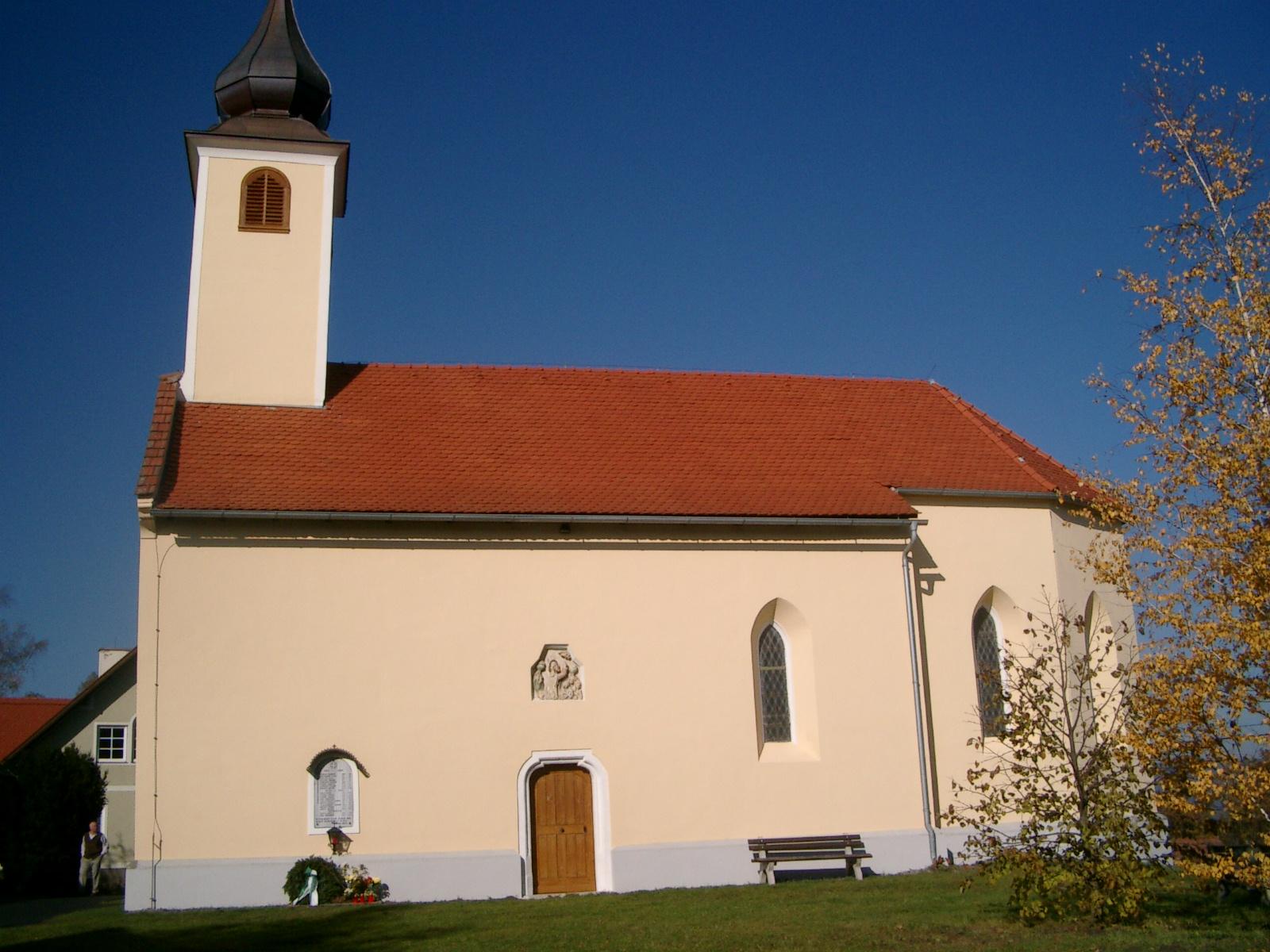
A Szt. Miksa-templom

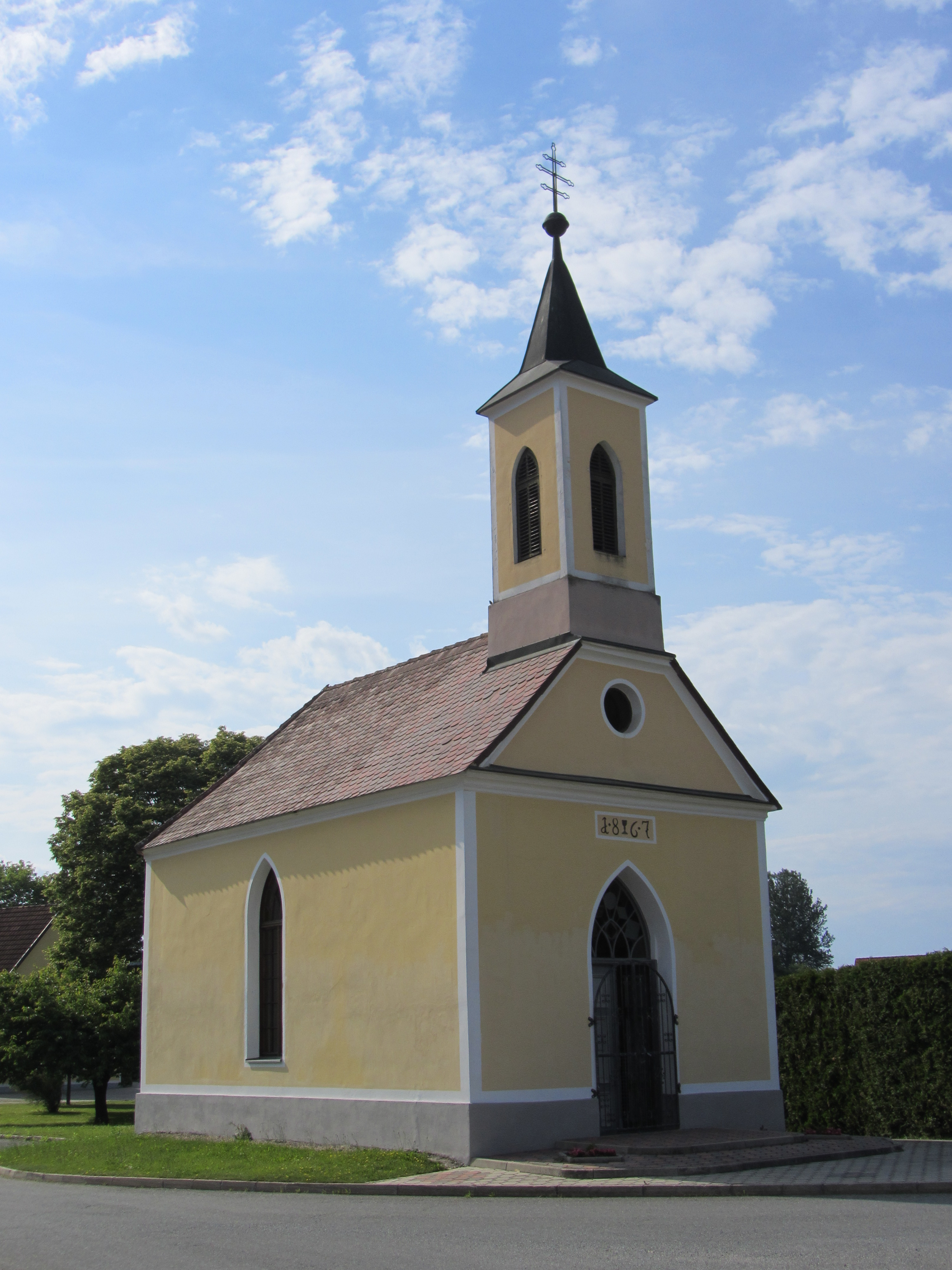
A kápolna

Tillmitsch a tartomány déli részén fekszik a Nyugat-Stájerország régióban, a Laßnitz folyó mentén, a Leibnitzi-sík nyugati részén és a Sausal-dombság keleti lábain. Legmagasabb pontja 340 méteres. Az önkormányzat 4 katasztrális községben (Altenberg, Maxlon, Steingrub, Tillmitsch) 7 falut fog össze: Altenberg bei Leibnitz (199 lakos), Grössing (120), Maxlon (174), Neutillmitsch (1179), Steingrub (91), Tillmitsch Links der Laßnitz (1026), Tillmitsch Rechts der Laßnitz (379).
A környező települések: északra Lang, északkeletre Lebring-Sankt Margarethen, keletre Gralla, délre Leibnitz és Heimschuh, délnyugatra Kitzeck im Sausal, nyugatra Sankt Nikolai im Sausal.

## Története
Az ember legrégebbi nyoma Tillmitschben i.e 1000 körülről származik. Később a illírek telepedtek a régióban, akiknek a településen megtalálták vaskohójukat.
Északon, a Lang felőli határon található az ún. Vaskapu, az Ördögárok (Teufelsgraben) kezdete. Ez a 2 m mély és 11 méter széles sánc egészen a Muráig nyúlik és a korai német telepesek építették 750-800 körül.
Tillmitsch neve (Tubnaz, illetve Tubnetsch formában) először 1220 körül jelenik meg az írott forrásokban.
Az önkormányzat 1850-ben jött létre. Ausztria 1938-as csatlakozásakor a Német Birodalomhoz Tillmitsch a Stájerorszégi reischsgauhoz került, a második világháború után pedig a brit megszállási zónához tartozott.

### Talmácsok betelepülése
Az augsburgi csata utáni időszakban Taksony fejedelem uralkodása alatt jelentősebb besenyő népesség telepedett le Magyarországon. Anonymus szerint Taksony fejedelem „a kunok földjéről” hozott feleséget (azaz valójában besenyő földről, hiszen a kunok akkor még nem laktak Európában), ekkor jön be Tonuzoba vezetésével a Talmács törzshöz tartozó csoport. Tonuzoba Heves megye tiszántúli részén, a mai Abádszalók környékén kapott szállásbirtokot, központi szálláshelye Tomajmonostora környékén lehetett, itt volt ugyanis az Árpád-korban a tőle leszármazott Tomaj nemzetség családi központja. Toponímiai kutatások alapján feltételezik, hogy a Tonuzoba vezetésével bejött talmács törzset három felé osztották, feladatuk egy határvédő-gyűrű létrehozása volt. Feltehetően ennek a három törzsrésznek a nyomát őrzi:
- a történelmi Közép-Stájerország déli részén (a Mura-kanyarban, Graz-tól kb. 30 km-re délre) Tillmitsch,
- Dél-Morvaországban (a Morva-szorosban) Tlumačov (ejtése kb. Tlumácsov),
- Dél-Erdélyben (a Vöröstoronyi-szorosnál) Nagytalmács (románul Tălmaciu, németül Talmesch).[forrás?]

## Lakosság
A tillmitschi önkormányzat területén 2017 januárjában 3246 fő élt. A lakosság 1951-ig 1500 fő körül stagnált, azóta viszont dinamikusan növekszik. 2015-ben a helybeliek 96%-a volt osztrák állampolgár; a külföldiek közül 1,7% a régi (2004 előtti), 1,5% az új EU-tagállamokból érkezett. 2001-ben 90,5% római katolikusnak, 1,5% evangélikusnak, 5% pedig felekezet nélkülinek vallotta magát. 

## Látnivalók
- A tillmitschi leányegyház Szt. Miksa-templomát 1384-ben említik elsőként és szerkezetében máig sok román stílusú elemet megtartott. A nyugati ajtaja fölötti Mária gyermekével-dombormű a 13. századból való.
- a katolikus leánytemplom
- a tillmitschi kápolna

## Fordítás
- Ez a szócikk részben vagy egészben  a   Tillmitsch című német Wikipédia-szócikk ezen változatának fordításán alapul.  Az eredeti cikk szerkesztőit annak laptörténete sorolja fel. Ez a jelzés csupán a megfogalmazás eredetét és a szerzői jogokat jelzi, nem szolgál a cikkben szereplő információk forrásmegjelöléseként.